# 陽光小集
陽光小集：是詩社名，也是該社的刊物名稱。1979年11月17日成立。成員有向陽、張雪映、苦苓、李昌憲、林文義、林野、陳煌、陳寧貴、陌上塵、劉克襄、張錯、履彊、陳克華、謝武彰、王浩威、游喚、簡上仁、蔡忠修、陳朝寶、連水淼等人。社員相當多樣，有報導文學寫作者、詩人、散文家、小說家、民謠推廣者，以及漫畫家等。南北各地都有社員。台灣文學本土派論者彭瑞金相當肯定這個團體，認為該社「立在台灣的土地上，站到陽光中，和人群一起呼吸、種植花草、欣賞風景……的大眾寫實傾向是言行一致的。」。葉石濤說：「『陽光小集』網羅了不少台灣八○年代才抬頭的新生代詩人和作家，可惜後來找不到共同的寫作見解而瓦解。」
該社雖然沒有提出什麼信條、學說，但是致力於現代詩的多元化與社會化。詩刊方面，該社發行《陽光小集》季刊，共發行13期。1981年3月該社將詩刊改為雜誌型態發行，1984年6月發行第13期「政治詩專輯」後停刊。在議題的帶動上，該社在1982年第10期的《陽光小集》刊出「當代十大詩人」的選舉結果；1983年社員林野撰文評論《一九八二年台灣詩選》與《七十一年度詩選》，他的文章〈一九八二年詩壇鳥瞰〉刊載在9月發行的詩刊上。
在文學活動的舉辦方面，該社舉辦3屆「詩與民歌之夜」，先後在台灣藝術館、台北市實踐堂、台中市立文化中心舉行詩的座談會及晚會。1983年3月28日，該社在台中市信義街開設書店「陽光小集書坊」，販賣文史類書籍，並展售國內多家詩社的刊物。1983年1月9日，該社在高雄商業職業學校舉辦「中國現代詩與民歌欣賞會」。